# آنتوان تاسی
آنتوان تاسی (فرانسوی: Antoine Tassy‎; ۲۶ مارس ۱۹۲۴ – ۳ مارس ۱۹۹۱) بازیکن و مربی فوتبال اهل هائیتی بود.
وی همچنین در تیم ملی فوتبال هائیتی بازی کرده‌است.